# Ratko Vujošević
Ratko Vujošević (crnogor. ćiril. Ратко Вујошевић, Kuči, 1941. –- Podgorica, 2004.) crnogorski književnik, bio član Matice crnogorske i CDNK, radio nako novinar.
Objavio četiri knjige:
- Znak na putovanju (1966.)
- Pastirica (1972.)
- Čini (1990.)
- Beskonačna dozivanja (2003.).

Proslavio se poemom Orevuar Montenegro.

## Vanjske poveznice
- Orevuar Montenegro (video) (crn.)
- Orevuar Montenegro (tekst) (crn.)
- Vijest o smrti Ratka Vujoševića[neaktivna poveznica] (crn.)